# Pierre Chompré
Pour les articles homonymes, voir Chompré.
Pierre Chompré, né à Narcy (Haute-Marne) en 1698 et mort à Paris le 18 juillet 1760, est un maître de pension français, auteur d'ouvrages pédagogiques et éditeur de sermons en latin.

## Biographie
Il tenait à Paris une pension florissante et composa plusieurs ouvrages pédagogiques pour l'usage de ses élèves. Son Dictionnaire abrégé de la Fable, paru en 1727, fut traduit en plusieurs langues et maintes fois réédité jusque vers le milieu du XIXe siècle. « Nous avons ici un homme appelé Chompré, écrivait son contemporain le baron Grimm, qui a pour l'instruction de la jeunesse un talent rare et très reconnu. S'étant aperçu que les livres les plus parfaits que nous ait laissés l'antiquité rebutaient les jeunes gens par les inutilités, les obscurités ou les choses au-dessus de leur portée qui s'y trouvent, il s'est chargé du soin d'en extraire tout ce qui peut intéresser, amuser ou instruire les jeunes gens. »
Son frère, Étienne Marie Chompré, fut également maître de pension. Son fils est Nicolas Maurice Chompré.

## Principales publications
- Dictionnaire abrégé de la fable, pour l'intelligence des poètes, et la connaissance des tableaux et des statues, dont les sujets sont tirés de la fable (1727) Texte en ligne
- Selecta latini sermonis exemplaria e scriptoribus probatissimis ad christianae juventutis usum collecta (3 volumes, 1749-1753)
- Vocabulaire Latin-François contenant les mots de la latinité des différens siècles ... avec un vocabulaire François-Latin (1754)
- Introduction à la langue latine par la voie de la traduction (1751)
- Dictionnaire abrégé de la Bible pour la connaissance des tableaux historiques tirés de la Bible même et de Flavius Josèphe (1755)
- Moyens sûrs d'apprendre facilement les langues et principalement la latine (1757)
- Introduction à l'étude de la langue grecque, ou Feuilles élémentaires (1758)
- Traduction des extraits des comédies de Plante et de Térence, contenu dans Cours d'études à l'usage des élèves de l'École royale militaire par Charles Batteux (1778)

## Pour approfondir